# Železniční most (Pošná)
Železniční most přes Novodvorský potok a silnicí mezi obcí Důl a Nová Ves je v železničním km 37,779. Je součástí tří za sebou jdoucích železničních viaduktů na železniční trati Horní Cerkev – Tábor, v úseku Leskovice – Pacov na katastrálním území Důl, Nová Ves a Pošná v okrese Pelhřimov. Železniční most byl v roce 1988 zapsán jako kulturní památka České republiky, později byl zápis pro nedodržení nového zákonného postupu zrušen a zpětně bylo vyvozeno, že v letech 1958–1987 byl most kulturní památkou, přestože nebyl zapsán v rejstříku.

## Historie
Kamenný železniční most překonává hluboké údolí Novohradského potoka (pravostranný přítok Kejtovského potoka) a byl postaven v letech 1886–1888 při výstavbě železniční tratě Tábor – Horní Cerkev. Stavbu provedla firma E. Ronchetti & Rentmeister, která budovala pátý úsek transverzálky Leskovice – Pacov. V roce 2019 byla provedena oprava mostu.

## Popis
Most je postaven v mírně zakřiveném oblouku. Má jedenáct půlkruhově zaklenutých oblouků, které nasedají na čtyřboké kónické pilíře vyzděné z lomového kamene. Oblouk na severní straně nad silnicí je zaklenut segmentovým obloukem. Stěny mostu jsou ukončené parapetní římsou z bosovaných pískovcových kvádrů.

## Turistická trasa
Pod mostem vede modrá turistická trasa mezi obcí Důl a jeho části Nová Ves dále do Pacova.